# 矢作ダム
矢作ダム（やはぎダム）は、愛知県豊田市と岐阜県恵那市にまたがる、一級河川・矢作川本流最上流部に建設されたダムである。矢作第一ダムとも呼ばれる。
国土交通省中部地方整備局が管理を行う国土交通省直轄ダムで、高さ100.0メートルのアーチ式コンクリートダムである。矢作川の治水と愛知県西三河地域への利水、及び合計で116万8,620キロワットの水力発電を行う、国土交通大臣が一貫して管理する特定多目的ダムである。矢作川水系では現在最大の規模を誇るダムでもある。ダムによって形成された人造湖は奥矢作湖（おくやはぎこ）と命名されており、愛知高原国定公園に指定されている。

## 地理
矢作川は愛知県三河地方において豊川と並ぶ大河川である。長野県下伊那郡根羽村の茶臼山高原付近を水源として、愛知県・岐阜県境を流れ名倉川、上村川、段戸川を合わせてダム地点を通過。その後豊田市内で渓谷を形成しながら濃尾平野東部に出て巴川を合わせ、おおよそ西南方向に流れて矢作古川を分流した後三河湾に注ぐ。流路延長116.9キロメートル、流域面積1,832平方キロメートルの一級河川である。矢作ダムは愛知県と岐阜県の県境をなす上流部に建設され、矢作川本流に建設されたダムの中では最も上流に位置する。
なお、ダム建設当時は愛知県東加茂郡旭町と岐阜県恵那郡串原村が所在地であったが、平成の大合併によってそれぞれ合併し現在は豊田市と恵那市になっている。

## 沿革
矢作川は上流部から大量の土砂が排出されることから天井川の様相を見せる。このため古くから洪水による被害に悩まされていて、江戸時代には岡崎藩など流域の諸藩が様々な治水対策を行っていた。しかしそれでも水害の被害は後を絶たなかった。戦後に入ると流域の人口も増加して宅地化や農地拡大が進んだことでその被害はさらに深刻なものとなり、特に1959年（昭和34年）9月の伊勢湾台風や1961年（昭和36年）6月の梅雨前線豪雨では死者を含む人的被害を始め農地・家屋の流失など多大な被害を与えた。1966年（昭和41年）、矢作川水系は河川法の改正によって一級水系に指定され、これに伴い建設省（現・国土交通省）が管理を行うことになった。建設省は矢作川の治水計画を見直し「矢作川水系工事実施基本計画」を策定、堤防の改修・新設や川幅拡張に加えてダムによる洪水調節を柱とした新しい治水計画を立てた。
一方矢作川は明治用水をはじめかんがいのための用水が取水され、農業用水に利用されていた。しかしこの地域は比較的降水量が少ない地域でもあり夏季には水不足による農作物への被害が続発した。さらに農地面積の拡大によって今までの取水量では不足することが懸念されつつあった。他方名古屋市を中心とする中京工業地帯は高度経済成長によって拡大、三河湾や知多湾沿岸にも工場の進出が相次いだほか、豊田市周辺ではトヨタ自動車やその関連企業の工場が続々新設され、モータリゼーションの発達と共に生産量が増加した。こうした工場の進出は人口の増加も生み、東海道新幹線や東名高速道路の開通でその状況に拍車が掛かった。だが矢作川の自然流量ではこうした上水道や工業用水道の供給は賄いきれず、新規の水資源開発が必要となった。
矢作川水系では水力発電所が多く建設されていたが、利水施設は本流の明治用水頭首工と支流・巴川に1962年（昭和37年）農林省（現・農林水産省）が羽布ダム（三河湖）を建設していた程度であり、何れも農業用であったことから上水道や工業用水道用のダムは建設されていなかった。このため建設省はこうした地域の需要を満たし、かつ矢作川の治水を確実なものとするため1962年に矢作川総合開発事業を計画。その中心事業として東加茂郡旭町と岐阜県恵那郡串原村にまたがる矢作川上流に多目的ダムの建設に着手した。これが矢作ダムである。

## 目的
ダムは1962年より工事に着手したが、旭町と串原村両地域で177戸の住民が水没対象となることで補償交渉は難航した。矢作川漁業協同組合との漁業権補償もあって時間が掛かった補償交渉の妥結後、本体工事に着手する。ダム地点の地質は花崗岩で成り立っており、岩盤が堅固だったことからコストの面で経済性に優れたアーチ式コンクリートダムを採用。愛知県内では初めてのアーチダムとして建設され、1970年（昭和45年）に完成した。目的は洪水調節、不特定利水、かんがい、上水道供給、工業用水道供給、水力発電の六つで、多目的ダムとしては用途の広いダムである。
洪水調節では矢作川水系工事実施基本計画で定められた矢作川の計画高水流量、すなわち過去最悪の洪水を上回る洪水量に対処するため毎秒4,700トンを計画流量として、これを豊田市岩津で毎秒3,900トンに抑制する方針とした。ダム地点では毎秒2,300トンの洪水を想定しこれを毎秒1,000トン削減し、下流には毎秒1,300トンを放流する。そして堤防や河道拡張を組み合わせることで所定の目標を達成させる。不特定利水については矢作川沿岸に既に開墾されている農地約10,015ヘクタールに対し、豊田市越戸地点で毎秒38.69トンの流量を維持させることで既設の用水路の取水安定を図るほか、新規開拓農地2,580ヘクタールに対し最大で毎秒5.55トンをかんがい用水として供給する。これにより合計12,595ヘクタールの農地に農業用水を供給する。
上水道については豊田市、岡崎市、碧南市、安城市、西尾市、知立市、みよし市、額田郡幸田町の7市1町、約100万人に対して一日量として32万立方メートルを供給。工業用水道については衣浦臨海工業地域と豊田市を中心とする西三河内陸工業地域、さらに名古屋南部臨海工業地域に一日量として50万立方メートルを供給する。これら工業地帯にはトヨタ自動車を始めアイシン、豊田自動織機などの関連企業の工場が林立しており、矢作ダムは世界最大の自動車会社を工業用水道供給という形で縁の下から支えていることになる。

### 水力発電
矢作ダムは水力発電も目的としているが、矢作第一・矢作第二・奥矢作第一・奥矢作第二と四箇所の水力発電所に関わっており、この四発電所を合計した総出力は最大で116万8,620キロワットと、東海地方屈指の電源地帯を形成している。
矢作川は福澤諭吉の養子で木曽川の水力発電事業で名を馳せた福澤桃介が設立した矢作水力によって大正時代末期から水力発電開発が行われ、1926年（大正15年）3月17日に百月発電所の運転を開始させたのを皮切りに越戸発電所（1929年）、阿摺発電所（1934年）と矢作川において水力発電所を次々建設した。その後日本発送電による接収を経て1951年（昭和26年）に中部電力が矢作川水系の全発電所を継承、以後中部電力による開発が進められた。当時水力発電開発は全国各地で行われており、中部電力は名古屋方面への電力供給を目的に比較的開発が行われていない矢作川上流部での水力発電事業に着手。矢作ダムの建設に際して電気事業者として事業に参加し最大6万キロワットの矢作第一発電所をダム完成と同時に運転開始した。さらに発電所からの放水量を一定に維持させるために矢作ダム建設の同時期、1967年（昭和42年）よりダム直下流に矢作第二ダムを建設して逆調整池とし、同時に矢作第二発電所（31,200キロワット）を1971年（昭和46年）に完成させた。
その後は火力発電にシフトする電力業界であったが、この火力発電との連携が図れて効率的な発電が可能な揚水発電が注目され、中部電力は畑薙第一発電所・高根第一発電所・馬瀬川第一発電所に続く大規模揚水発電所の建設を矢作川に計画、矢作ダムと1933年（昭和8年）に完成した黒田ダム（黒田川）を再開発した上で利用する奥矢作発電所の建設に取り掛かった。ところが黒田ダムと矢作ダムの間には伊勢神断層と呼ばれる断層があり、導水トンネルを建設するためにこれを処理するには難工事が予想された。このため矢作川の支流である段戸川の二次支流・富永川に調整池である富永ダムを建設して矢作・黒田両ダムを中継することで断層を避けて導水トンネルを建設することにした。こうして世界でも珍しい二段式揚水発電所として奥矢作揚水発電所は建設され、1981年（昭和56年）に奥矢作第一発電所（31万5,000キロワット）と奥矢作第二発電所（78万キロワット）が完成した。これにより矢作川は中部電力の水力発電所としては屈指の規模となり、中京圏への電力供給上重要な役割を果たしている。

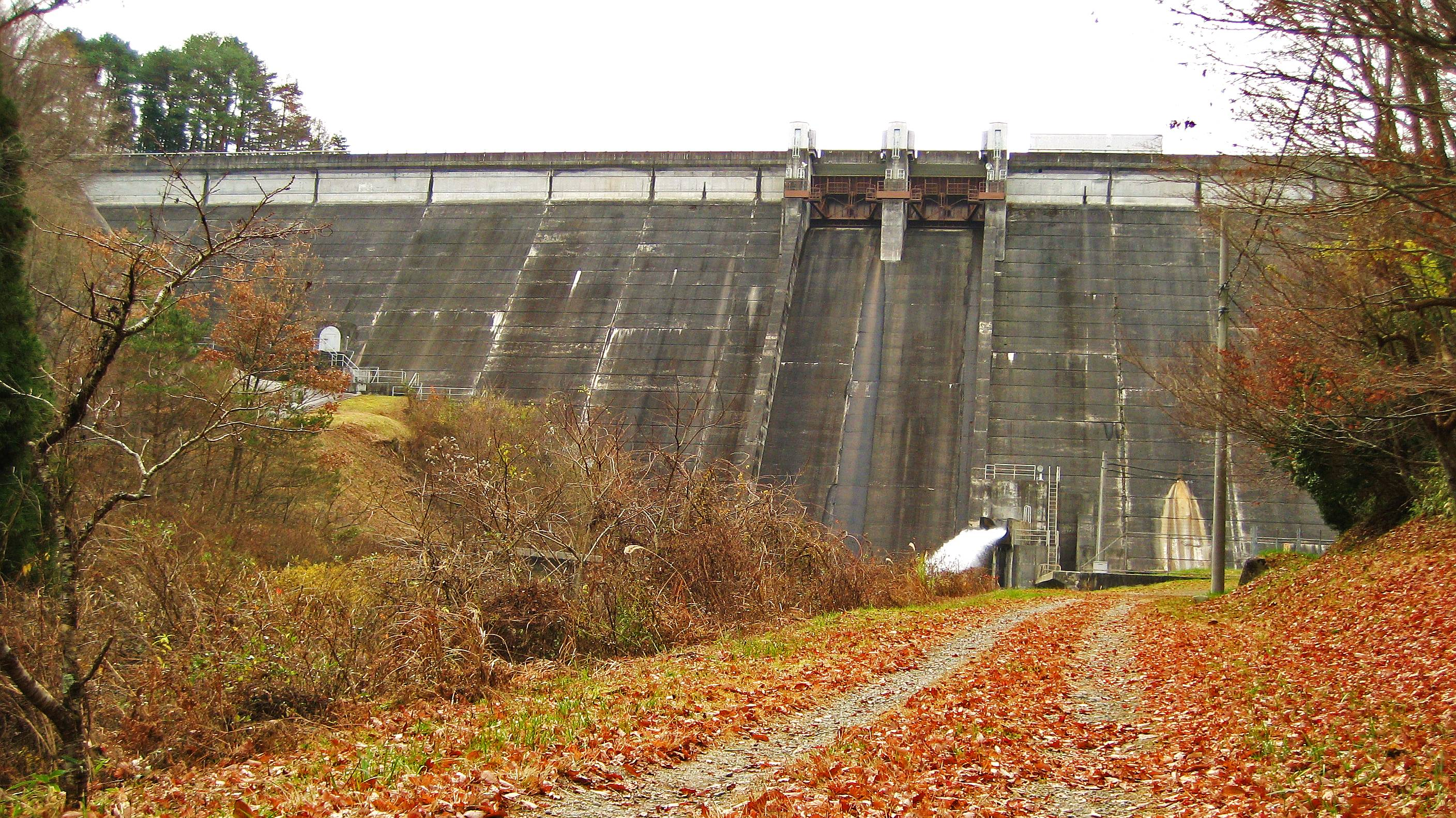
黒田ダム（黒田川）
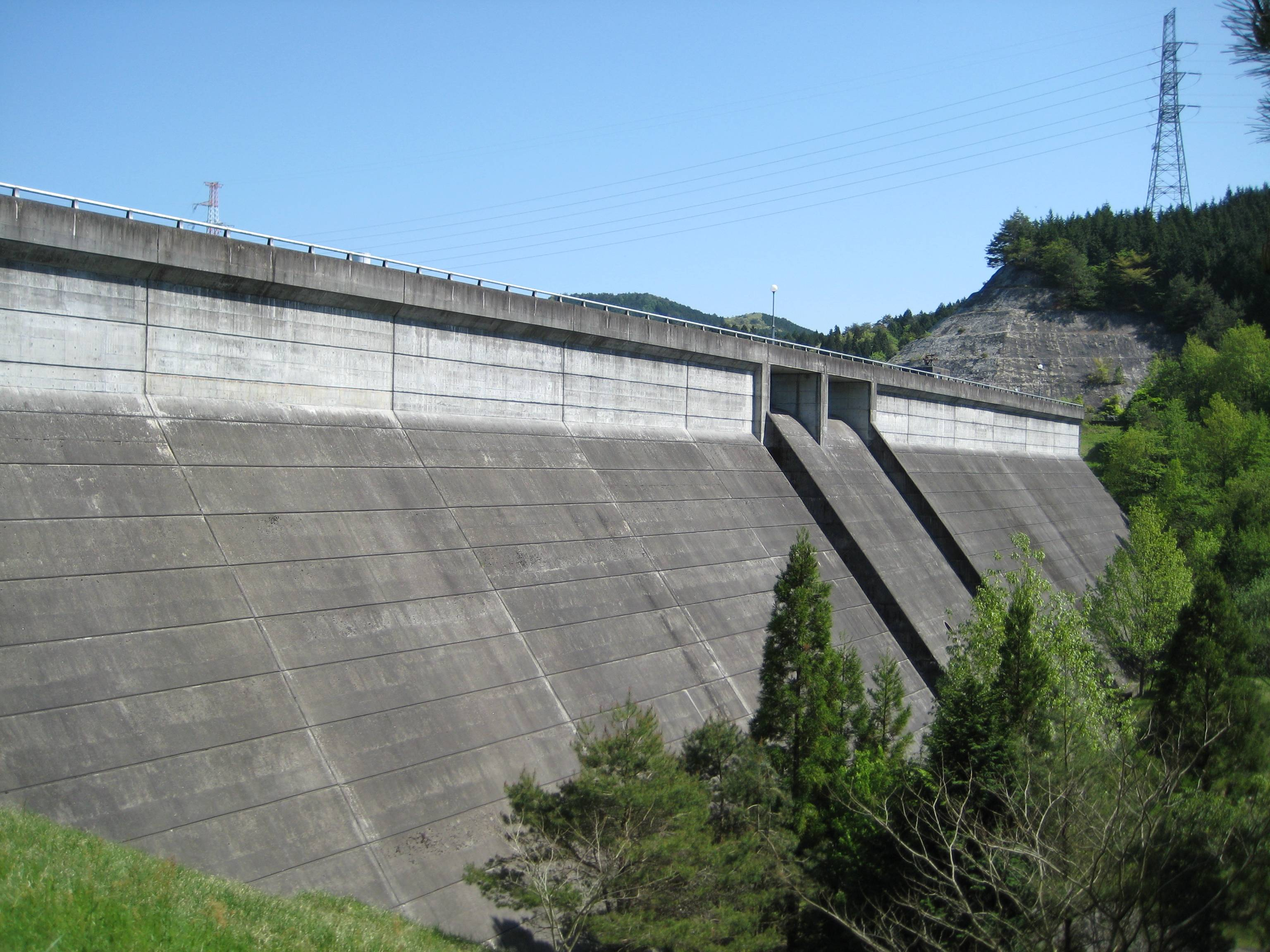
富永ダム（富永川）
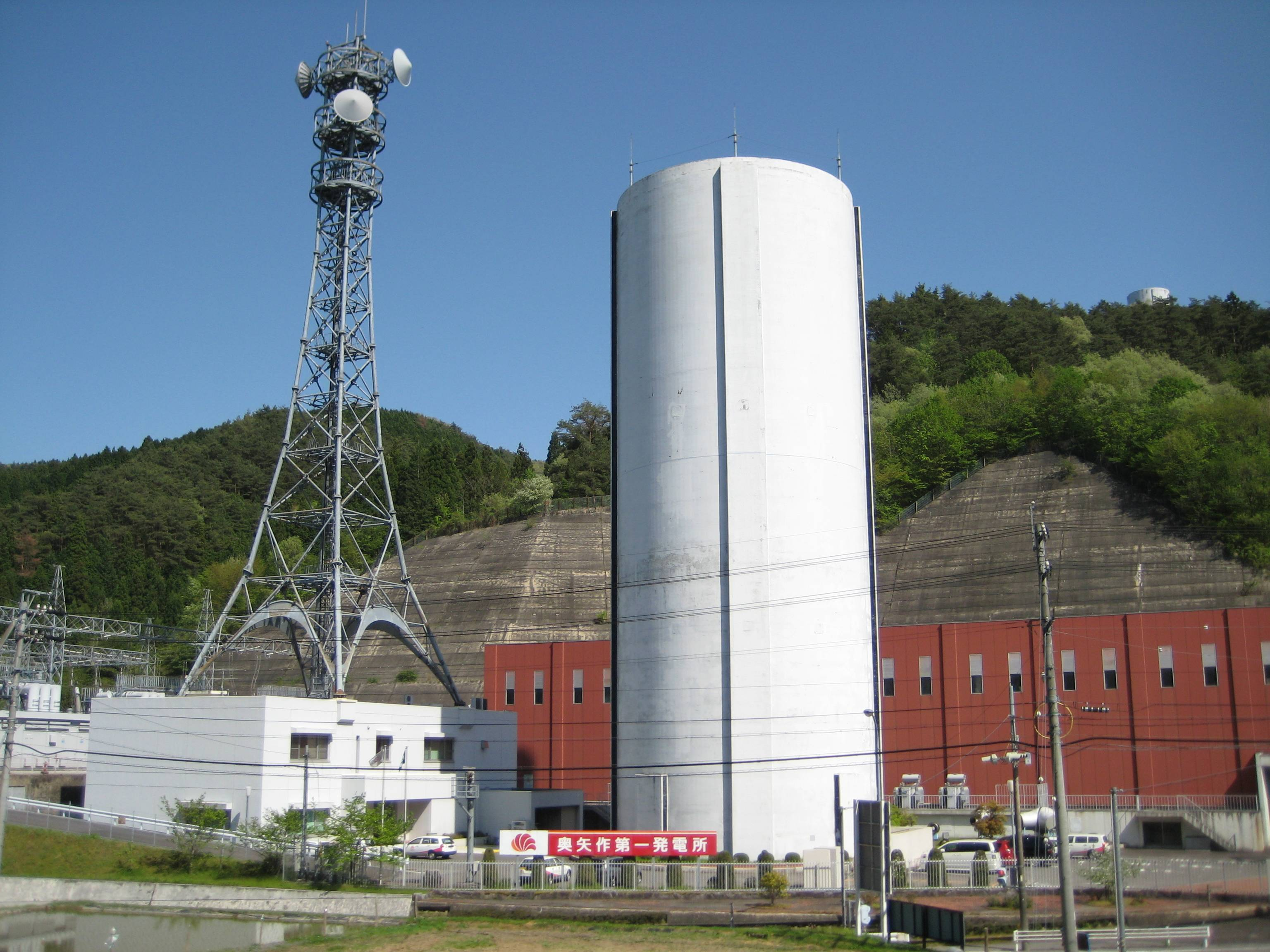
奥矢作第一発電所

## 奥矢作湖

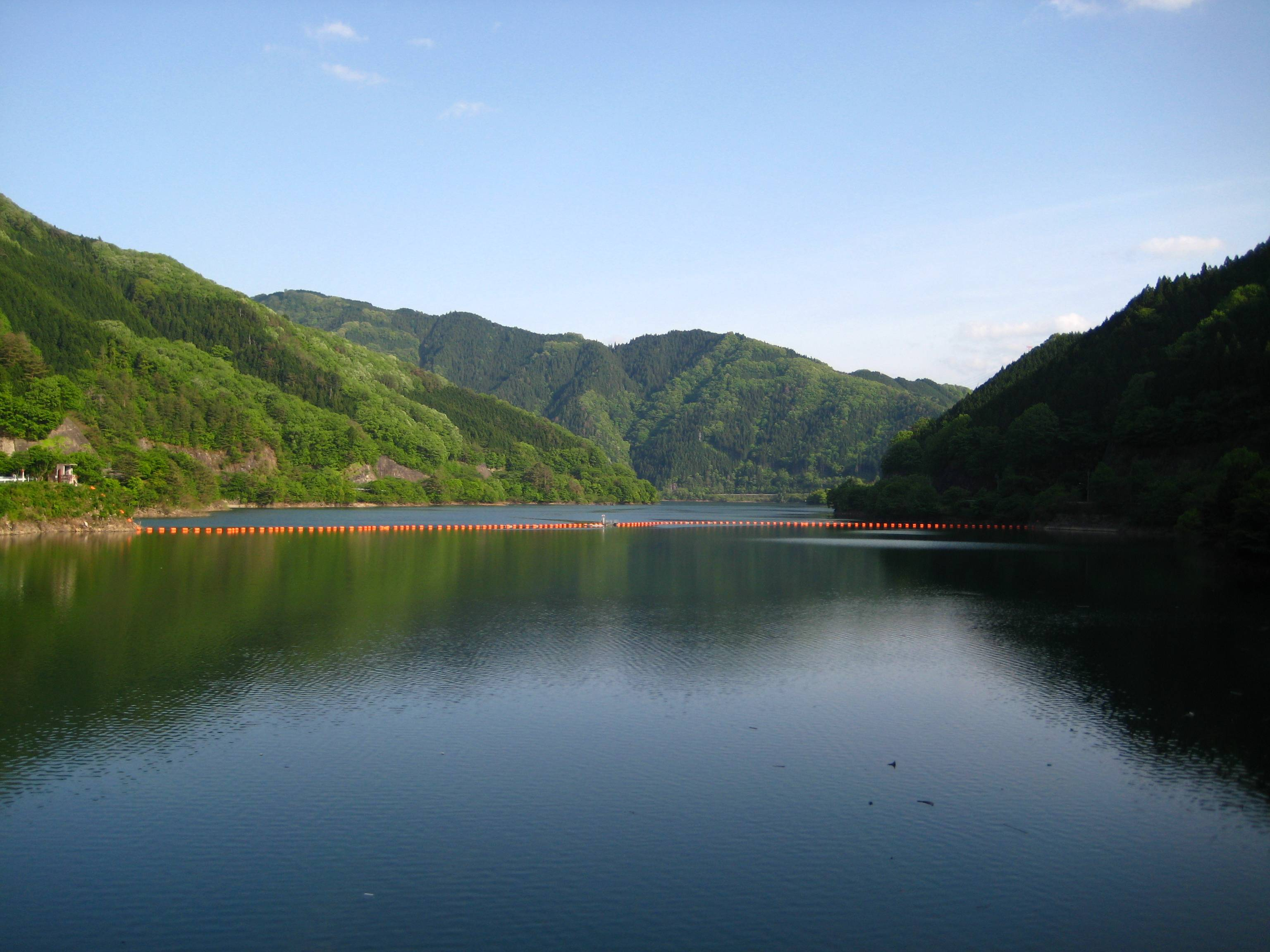
愛知高原国定公園に指定されている奥矢作湖。

矢作ダムによって誕生した奥矢作湖は総貯水容量が8千万トンと、愛知県内では佐久間ダム（天竜川）の佐久間湖に次ぐ規模を誇る人造湖である。愛知高原国定公園に指定されており、春はサクラ、秋は香嵐渓と共に紅葉の名所となっている。湖にはブラックバスやブルーギル、ヘラブナなどが棲息しておりバス釣りなどで多くの釣り客が訪れるほか、ツーリングのスポットとして休日には多くのライダーがダム横の駐車場で休息する姿を見かけることができる。また、湖を中心として地元では多くの祭りが行われており、地元に密着した観光地となっている。
ところがこの奥矢作湖は近年、急速な堆砂が進行している。堆砂とはダム湖に上流から流入した土砂が堆積することであり、ダムの宿命でもある。だが奥矢作湖の場合2000年（平成12年）9月に東海地方を襲った未曽有の集中豪雨・東海豪雨（岐阜県では恵南豪雨とも）によって矢作川上流部の上村川流域で土砂崩れが多発。この土砂が一挙に湖に流れ込み当初の計画より65年も早く堆砂が進行した。治水を目的とする多目的ダムの場合、堆砂の進行は洪水調節機能に重大な影響を及ぼすため、ダムを管理する国土交通省中部地方整備局は「矢作ダム直轄堰堤（えんてい）改良事業」として奥矢作湖の堆砂除去を開始した。現在湖では浚渫（しゅんせつ）が実施されておりダムに溜まった土砂を取り除く作業が進められているが、浚渫した土砂をどう処理するかが問題になった。これに対し下流受益地の豊田市は建設が予定されている市営運動公園の造成用にこの土砂を使用する方針を固め、一色町(現西尾市)では愛知県と協力し、土砂を利用して三河湾に人工干潟を造る計画を立てている。また豊田市は上流の土砂流出対策と水源保護を目的に、水道水源保全基金を財源として「水源の森」をダム上流に造成する計画を市議会で検討しており、林業衰退による森林の荒廃を阻止して水源林の保護と堆砂対策を進めようとしている。
一方、東海豪雨では矢作ダムに計画を超える大量の洪水が押し寄せたことから、国土交通省中部地方整備局は現在矢作川上流部の最大支流である上村川に上矢作ダム（かみやはぎダム）の建設計画を進めていた。高さ150.0メートルの巨大なロックフィルダムを建設して矢作川の治水と、さらに需要が増大している豊田市への利水を目的とした特定多目的ダムであるが、2008年（平成20年）に国土交通省は「今後30年間はダム事業に着手しない」として事業を凍結する方針を発表した。また、矢作ダムとの利水連携を目的に矢作川の河口には矢作川河口堰の建設が計画されていたが、漁業交渉が暗礁に乗り上げたことで1998年（平成10年）に事業は休止となり、その後、西三河地域（衣浦臨海工業地域）での水需要の伸びの鈍化などもあり、2000年（平成12年）に正式に中止となった。

## アクセス
矢作ダムへは東海環状自動車道・豊田藤岡インターチェンジから猿投グリーンロードに入り枝下インターチェンジを下車後、愛知県道・岐阜県道11号豊田明智線を稲武方面へ北上するか、あるいは中央自動車道・恵那インターチェンジから国道257号に入り同じく稲武方面へ南下するルートなど、複数のルートで到着する。ただし国道153号を進むルートは秋の紅葉シーズンになると香嵐渓を中心に東西南北が大渋滞となり、収拾の付かない状態となるので注意が必要である。